# Bieffe
La Bieffe (acronimo di Bizzarri e Fanucci) è stata una ditta italiana di produzione di caschi e accessori moto.

## Storia
L'azienda fu fondata nel 1972 da Daniele Bizzarri, iniziando con una produzione di 50 caschi al giorno. Nel tempo la produzione si estende a caschi per sci ed altri sport. La ditta produsse accessori e caschi marchiati Bell e Jeb's. Inizialmente in via Pesciatina a Lunata (Lucca), gli stabilimenti produttivi - che giunsero ad essere sette - si trovavano tra Carraia e Parezzana.
Nel 1997 la Bieffe Helmets viene smembrata con una serie di operazioni finanziarie, traslocando gran parte delle proprie attività dalla sede di via Tazio Nuvolari 71 a Capannori; si perde così sia l'italianità del gruppo dirigente che, in parte, quella dei processi produttivi. Mentre in Italia resta la BF Holding, il 60% delle quote va al fondo finanziario lussemburghese Falcon International Portfolio, che controlla la stessa BF Holding, a cui facevano riferimento, nel 2000, cinque società controllate: Jcp Industries (francese); Composite Bieffe; BieffeRacing; Tecnoplast; Bell.

Pier Paolo Bianchi in azione con un casco Bieffe nel vittorioso Gran Premio motociclistico delle Nazioni 1984 della classe 80

Mentre - in questa nuova composizione - l'azienda raggiunge la propria massima espansione all'alba del terzo millennio, Bieffe diviene un marchio in mano a soggetti sempre diversi, relegando ad un ruolo residuale la proprietà storica.
Dopo numerosi altri passaggi ed alterne vicende finanziarie, la società italiana è entrata in procedura fallimentare nel 2003 attivando procedure di C.I.G.S. ed integrazione salariale per i dipendenti nel corso del 2004.
Negli anni successivi il marchio ha cessato progressivamente di essere utilizzato e distribuito, scomparendo dal mercato occidentale dopo il 2008. Diversa la situazione in Sudamerica: nel 1993 Bieffe strinse un accordo operativo con la brasiliana Starplast per l'assemblaggio e la distribuzione di caschi con il marchio della doppia lettera. Tale accordo è rimasto in vigore, sopravvivendo alle vicende della casa madre; oggi la Starplast progetta e distribuisce caschi Bieffe di nuova generazione nel Sudamerica.

### Bieffe Zagato
Nel 1975 la Bieffe, intenzionata ad entrare nel mercato professionale, diede mandato alla casa di design Zagato di progettare una serie di caschi tecnici e ad alta aerodinamicità; ne uscirono lo Zagato-Bieffe in versione Race X-4001 (con specchietto retrovisore incorporato) e lo Zagato-Bieffe cross (X-4001), entrambi progettati dall'ingegner Rapi e composti con miscele adatte all'utilizzo in gara. La versione cross venne presentata e pubblicizzata nel 1975 assieme al casco X-2001. Si trattò di un esercizio stilistico e di qualità per l'attività di sponsor e fornitura ai piloti motociclistici ed automobilistici che Bieffe avrebbe intrapreso negli anni successivi, sia in ambito automobilistico che motociclistico.
Bieffe si adattò al mercato, oltre che con repliche estetiche dei caschi da competizione anche con elementi decorati appositamente.

### Le sponsorizzazioni
Nel periodo di massimo splendore, Bieffe sponsorizzò scuderie e piloti di motociclismo e automobilismo: i caschi Bieffe furono indossati, tra gli altri, da Max Biaggi, Loris Capirossi, Doriano Romboni e Jeremy McWilliams nel Motomondiale, Alex Puzar, Donny Schmit nel motocross, nonché da Eddie Irvine, Jarno Trulli, Giancarlo Fisichella e Jean Alesi in Formula 1.
Bieffe sponsorizzò anche altre case motoristiche, oltre ai singoli piloti. Nell'enduro fornì i caschi al team Chesterfield-Yamaha Scout impegnato nella Parigi-Dakar.